# Nouvelles techniques de sélection des plantes
Les nouvelles techniques de sélection des plantes, appelées aussi  nouvelles techniques de sélection végétale, nouvelles techniques d'amélioration des plantes ou nouvelles techniques génomiques (NTG ; en anglais : new breeding techniques [NBT] ou new plant breeding techniques » ou new genomic techniques, NGT), sont un ensemble de techniques d'édition génomique employées dans le domaine de la sélection végétale pour développer de nouvelles variétés cultivées (cultivars) de plantes dites  « nouvelles plantes génétiquement modifiées ». Un jugement de la Cour de justice de l'Union européenne précise que les organismes issus des nouvelles techniques de mutagénèse doivent être soumis à la directive 2001/18 et doivent par conséquent être considérés comme des OGM dans l'Union européenne.

## Historique
La plupart de ces techniques ont été rassemblées pour la première fois sous l'appellation « NBT » par le rapport de 2011 du Centre commun de recherche de l'Union européenne. Individuellement, ces techniques peuvent cependant être très anciennes, comme la pratique de la greffe, ou très récentes, comme CRISPR-Cas9 mise au point en 2012.
Les NBT sont présentées comme plus précises que les techniques de transgénèse classique, et produisant des organismes visuellement similaires à des produits qui auraient été obtenus après un long travail de sélection conventionnelle. Elles permettent un ciblage moléculaire (« modification d'une ou quelques paires de bases, insertion en un site donné du génome d'un ou plusieurs gènes, régulation, par les mécanismes épigénétiques, de l'expression d'un ou plusieurs gènes »), à un coût financier moindre. 

## Techniques

### Liste de «nouvelles techniques de sélection des plantes» (NBT)
Selon Lusser et al. (2012), selon Vanuxem (2018) et selon les travaux du Centre commun de recherche européen et du Haut Conseil des biotechnologies français, l'appellation New Breeding Techniques recouvre une dizaine de techniques utilisant divers « outils Omics »  (génomique, transcriptomique, protéomique, métabolomique...) et biotechnologiques (phénotypage haut-débit notamment) :
- cisgénèse et intragénèse ;
- greffage (avec un greffon ou un porte-greffe transgénique) ;
- agroinfiltration ;
- modulation de l'expression des gènes par RdDM (interférence par ARN, méthylation de l'ADN assistée par ARN) ;
- sélection inverse (reverse genetics), ou dans sa version biotechnologique « approche TILLING » (Tilling signifiant Targeting Induced Local Lesions in Genomes), une méthode partant directement du génotype (ici, la mutation souhaitée) pour induire et sélectionner un phénotype d'intérêt. Autrement dit, il s'agit d'identifier et sélectionner des individus porteurs de mutations génétiques spécifiques (ou de caractéristiques souhaitées), contrairement à la sélection traditionnelle qui, elle, observe les phénotypes pour choisir et reproduire ou dupliquer les meilleurs individus. La sélection inverse n'est pas nouvelle (elle a été utilisée dans les années 1920, par les frères Heck, directeurs de zoos en Allemagne, pour "reconstituer" un animal physiquement proche des derniers aurochs disparus en Pologne en 1627) mais les sélectionneurs disposent maintenant d'outils génomiques leur permettant d'analyser directement le génome (des plantes principalement) pour y repérer les mutations ou les gènes d'intérêt (qui peuvent eux-mêmes être ceux obtenus par des technologies telles que CRISPR-Cas9). Avec ces outils, la sélection inverse réduit le délai nécessaire pour obtenir une nouvelle espèce (on parle aussi de nouveaux OGM) ou une variété nouvelle, stable, tout en augmentant la précision des modifications génétiques. Concrètement : une population mutée est générée (via un agent mutagenèse, chimique ou autre) ; puis un criblage permet d'identifier chez ces individus mutants ceux qui auraient un ou plusieurs gènes d'intérêt. Une fois ces mutations identifiées, on peut ensuite observer leur impact phénotypique. Avec le Tilling, l'identification moléculaire précède la caractérisation fonctionnelle[8].
- mutagénèse dirigée par oligonucléotides ;
- nucléases dirigées SDN (Site Directed Nuclease pour les anglophones) :
  - méganucléases ;
  - ZFN (nucléase à doigt de zinc) ;
  - Nucléase effectrice de type activateur de transcription ou TALEN (pour Transcription activator like effector nuclease) ;
  - CRISPR-Cas9 ;
- biologie synthétique, incluant la « génomique de synthèse »[9] et l'édition de gènes[10]

Certaines de ces techniques (comme la sélection inverse) ne sont pas spécifiques au domaine végétal, ou ne sont pas réellement nouvelles (comme la greffe, par exemple). En outre, ces différentes techniques sont susceptibles d'être utilisées simultanément ou en complément d'autres techniques comme la sélection génomique. Ainsi, la capacité d'Agrobacterium à introduire de nouveaux gènes dans une plante (c'est-à-dire l'agroinfiltration) est utilisée comme vecteur pour l'introduction des nucléases issues de différentes techniques (ZFN, TALEN ou CRISPR-Cas9),.

### Objectifs
Les NBT permettent d'« améliorer » des plantes de manière plus précise et plus rapide qu'avec les méthodes traditionnelles, en induisant plusieurs types d'effets : l'inactivation d'un gène, la modification d'un gène, l'insertion d'un gène.

### Intérêts
Les nouvelles techniques de sélection des plantes se distinguent par leur capacité à cibler et modifier le génome des plantes, et d'obtenir rapidement des variétés stables, à la différence des méthodes classiques de sélection végétale qui procèdent par croisements et qui prennent plusieurs années supplémentaires. Par rapport aux OGM (organismes génétiquement modifiés), les plantes obtenues par les techniques NBT sont réputées se caractériser par l'absence d'ADN étranger. De même, avec l'utilisation des NBT « rien ne permet de différencier une modification naturelle d'une modification volontaire », estime Léon Otten, chercheur à l'Institut de biologie moléculaire des plantes du CNRS. Ainsi, une plante à fleurs sur 20 serait naturellement modifiée par des agrobactéries, qui y insèrent une partie de leurs gènes. Parmi les espèces végétales concernées par ces insertions horizontales de gènes extérieurs, on compte le théier, le houblon, la patate douce, le tabac ou la banane,,.
L'utilisation des NBT vise à permettre :
- une action limitée aux gènes d'intérêt ;
- l'absence de recours à de l'ADN étranger ;
- l'édition multiple d'un gène ;
- l'édition simultanée de plusieurs gènes ;
- l'élargissement maîtrisé de la base génétique d'une espèce ;
- le développement de tout trait d'intérêt agronomique ou écologique ;
- la domestication accélérée d'une espèce.

### Risques
Selon le comité consultatif commun d'éthique de l'INRA, CIRAD et d'Ifremer, « Les risques associés aux nouvelles techniques d'édition du génome sont pluriels et intriqués entre eux : environnementaux, sanitaires, agricoles, économiques, sociaux et politiques. Ceux spécifiquement associés à ces nouvelles techniques sont peu nombreux : principalement le bioterrorisme qui reste toutefois une menace abstraite pour les végétaux. De la sorte, le précédent des plantes génétiquement modifiées (PGM, obtenues par transgenèse) a permis d'investiguer et documenter la plupart des risques environnementaux et sanitaires existants. Pour les risques agricoles, l'édition du génome peut à la fois être un facteur réduisant l'agrobiodiversité, mais aussi une solution pour l'enrichir et répondre à de nouveaux enjeux. Dans son 11e avis, le comité d'éthique analyse également les risques économiques, sociaux et politiques et relève que différentes interrogations pointent vers une préoccupation commune : faire en sorte que ces nouvelles technologies, associées aux régimes de propriété intellectuelle, ne dépossèdent pas les citoyens de leur capacité d'action sur des objets d'intérêt commun. Ce qui invite à repenser les liens entre techniques et systèmes agricoles. »

## Applications
Grâce aux NBT, il est possible d'intégrer à des végétaux des traits nouveaux au sein de l'espèce ou issus d'autres variétés.
Les principales filières agricoles et alimentaires considèrent que l'utilisation de ces techniques de sélection peuvent avoir de nombreuses applications dans différents domaines.

### Résistance aux maladies
Les NBT sont employées dans des recherches visant à développer les résistances des plantes à différentes maladies. Une variété de maïs résistante à la nécrose létale du maïs, destinée à l'Afrique de l'Est, est en cours de création par le CIMMYT en utilisant CRISPR/Cas9,. CRISPR/Cas9 a également été utilisé pour développer la résistance de variétés de tomate et de concombre aux potyvirus, en inactivant un gène utilisé par cette famille de virus pour se développer dans les organismes hôtes.
En parallèle, les TALENs sont utilisées dans des recherches visant à développer la résistance du riz aux bactéries Xanthomonas,.
La cisgénèse a également permis à des pommes de terre de devenir résistantes au mildiou, en combinant simultanément trois gènes de résistance à cet agent pathogène.

### Adaptation aux conditions environnementales
L'adaptation de plantes cultivées au réchauffement climatique, et à la salinisation qui lui est souvent liée, font l'objet de nombreuses recherches.
La technique CRISPR/Cas9 a permis de favoriser l'expression d'un gène connu pour accroître la tolérance du maïs à la sécheresse en remplaçant le promoteur associé par un promoteur augmentant sa fréquence d'expression.

### Qualité nutritionnelle et conservation des aliments
Grâce à l'utilisation des TALENs, un gène en partie responsable de la synthèse d'acides gras chez le soja a été éteint, augmentant la part des acides mono-insaturés et réduisant celle des acides gras saturés, améliorant ainsi la qualité nutritionnelle de l'huile extraite de la variété de soja concernée.
L'interférence par ARN a également servi à empêcher l'expression d'un gène provoquant la modification de l'amidon de la pomme de terre au contact du froid (conservation réfrigérée). Sans cela, l'amidon transformé en sucres réducteurs, lorsque la pomme de terre est ensuite mis au contact de hautes températures (huile de friture), produit des acrylamides, probablement cancérogènes pour l'homme.

### Développement de l'agriculture biologique
En pratique, les différentes applications des NBT peuvent être utilisées pour renforcer la résistance des variétés cultivées, en y introduisant des caractéristiques de variétés sauvages (procédé de « rewilding ») afin d'améliorer les rendements en agriculture biologique. De cette manière, les plantes ont moins besoin d'engrais ou des pesticides, objectifs fixés par l'IFOAM à l'agriculture biologique.
Selon le comité éthique commun de l'INRA, CIRAD et d'Ifremer, « les techniques d'édition de génome sont pleinement compatibles avec l'agro-écologie ». Les scientifiques consultés évaluent que les objectifs principaux de l'agro-écologie peuvent être atteints grâce aux NBT, par exemple l'augmentation de la biodiversité, la réduction de la quantité d'intrants (herbicides, engrais…) ou la suppression de la résistance à un herbicide par des mutations dirigées visant à revenir à la plante sauvage. Les membres du comité soulignent la nécessité de « prendre le temps d'améliorer, soulignant que les « ciseaux moléculaires » offerts par CRISPR-Cas9 ne pourront apporter les solutions aux problèmes de l'agriculture qu'à la condition qu'on leur donne le temps de s'éprouver dans des milieux ouverts », tout en ouvrant  les systèmes d'évaluation des innovations au-delà de l'analyse bénéfices-risques et de « mener une réflexion collective et inclusive » à laquelle participe la société.
Une position similaire a été exprimée par l'agronome Michel Griffon qui juge que les « nouvelles biotechnologies végétales offrent des opportunités très intéressantes pour consolider une agriculture ancrée dans une vision écologique de la production végétale ». Idem pour Urs Niggli, directeur de l'Institut de recherche sur l'agriculture biologique (Forschungsinstitut für biologischen Landbau, FIBL) qui évoque le « grand potentiel » des NBT comme moyen de lutter contre les maladies et d'éviter l'utilisation de pesticides en agriculture biologique,. La FiBL dresse une liste de priorités aux NBT appliquées à l'agriculture biologique :
- la résistance des semences aux maladies ;
- une vitesse de développement rapide des plantes ;
- domination et tolérance aux adventices ;
- résistance à la verse ;
- augmentation de l'assimilation des nutriments grâce au développement du réseau racinaire et de la symbiose avec les organismes du sol ;
- ensemble des traits améliorant la qualité de la plante et de ses produits.

Toutefois, la FiBL s'inquiète des problématiques d'usage des variétés en fonction des formes de propriété intellectuelle appliquées et déplore le fait que ces techniques soient principalement mises en œuvre par les plus importantes entreprises semencières.

## Cadre, contentieux juridiques et jurisprudence
La Cour de justice de l'Union européenne dans un jugement rendu sur le statut réglementaire des variétés issues des biotechnologies végétales établit que les organismes issus des nouvelles techniques de mutagénèse doivent respecter la directive 2001/18 et donc être considérés comme des OGM, et donc soumis aux mêmes mesures de précaution, d'évaluation des incidences et de traçabilité prévues par cette directive...à une exception près selon un arrêt rendu le 7 février 2023, par la CJUE, relatif à l'une des NBT : la mutagenèse aléatoire in vitro, qui permet d'induire des mutations sans introduire de gènes étrangers. Cet arrêt est un revirement par rapport à une jurisprudence antérieure (dont celle de 2018) : il déclare que les organismes ainsi obtenus peuvent être exclus du champ d'application de la directive européenne sur les OGM, et pourraient donc ne pas être soumis aux mêmes obligations d'étiquetage et de traçabilité que les OGM dits transgéniques. Seule la mutagenèse aléatoire in vitro est concernée.
Le Conseil d'État français a interrogé la CJUE à propos de la validité de la directive 2001/18 au regard du principe de précaution inscrit à l'article 191-2 TFUE : « si la directive du 12 mars 2001 exempte les organismes obtenus par mutagénèse des mesures de précaution, d'évaluation des incidences et de traçabilité, sa validité au regard du principe de précaution (garanti par l'article 191-2 du traité sur le fonctionnement de l'Union européenne) peut-elle être remise en cause ? Et, faut-il tenir compte, à cet égard, de l'évolution des procédés de génie génétique, de l'apparition de variétés de plantes obtenues grâce à ces techniques et des incertitudes scientifiques actuelles sur leurs incidences et sur les risques potentiels en résultant pour l'environnement et la santé humaine et animale ? » ; autrement dit : faut-il, « eu égard à l'inadaptation (et donc l'insuffisance) de la directive 2001/18 à se saisir de ces nouvelles techniques, de procéder à sa révision ou à l'adoption d'un ou de plusieurs textes spécifiques au NBT ». Selon la juriste Estelle Brosset (2016), « l'adoption d'un texte spécifique, qui permettrait d'évaluer les plantes issues des NBT, sans modifier la directive 2001/18, pourrait être une option. Toutefois, eu égard aux difficultés pour qualifier les techniques mêmes, l'adoption de plusieurs textes, réglementant au cas par cas les NBT, à partir des produits et de leurs caractéristiques, est souvent présentée comme plus adaptée. Elle connaît cependant une limite majeure : celle reliée aux éventuels risques qui seraient spécifiques à la technologie ».
Hors de l'Union européenne, des États ont réglementé le développement des nouvelles techniques de sélection des plantes.
Le Département de l'Agriculture des États-Unis a indiqué ne pas mettre en place de régulation spécifique pour les plantes créées grâce aux NBT, tant que celles-ci auraient pu être obtenues par les méthodes de sélection classiques. Une exception est toutefois prévue pour les variétés de plantes sécrétant des pesticides, ou tolérantes à des pesticides.
Au Canada, la législation se focalise sur le caractère nouveau d'un trait, indépendamment de la manière dont une variété en a été dotée, que ce soit par sélection traditionnelle ou par d'autres méthodes, parmi lesquelles les NBT.
Au Brésil, l'autorisation des variétés impliquant l'usage des nouvelles techniques de sélection se base, depuis janvier 2018, sur une évaluation au cas par cas centrée sur les caractéristiques de la plante et la présence ou non d'ADN d'une autre espèce. De plus, la Commission technique nationale de biosécurité prend en compte l'éventualité que la variété ait pu être autorisée dans un autre pays.
L'Argentine a adapté sa législation pour être en accord avec le protocole de Carthagène en privilégiant une approche au cas par cas. Dans l'éventualité où il n'y a pas d'ADN provenant d'une autre espèce ou d'ADN recombinant dans la plante finale, les autorités argentines considèrent que les plantes issues font l'objet de la même réglementation que les variétés traditionnelles.